# Red (album, King Crimson)
Red je sedmé studiové album britské rockové skupiny King Crimson. Vydáno bylo v listopadu 1974 (viz 1974 v hudbě) a v britském žebříčku se umístilo nejlépe na 45. místě. Jedná se o poslední studiovou nahrávku King Crimson v 70. letech, neboť ještě před vydáním alba Robert Fripp skupinu dočasně rozpustil.

## Popis alba a jeho historie
Po vydání předchozího alba Starless and Bible Black se skupina opět pustila do koncertování, po posledním vystoupení v New Yorku 1. července 1974 ale odešel houslista a klávesista David Cross. V té době již měli King Crimson přichystaný materiál pro nové album. Zbylí tři hrající členové (nepočítaje textaře) si proto pro novou desku nahrávanou během letních měsíců roku 1974 pozvali několik hostů včetně samotného Crosse.
Red svým hard rockovým „soundem“ navazuje na desku Starless and Bible Black. Na rozdíl od předchozích alb skupiny jsou na Red použity ve velké míře kytarové overduby, naopak byla zcela minimálně použita akustická kytara. Do zvuku King Crimson se také vrátily dechové nástroje (především saxofon díky hostujícím hudebníkům a bývalým členům skupiny Ianu McDonaldovi a Melu Collinsovi).
Desku otvírá tvrdá Frippova instrumentálka „Red“, kterou jako jednu z mála skladeb 70. let hrála skupina i na koncertech přelomu 20. a 21. století. Po ní následuje píseň „Fallen Angel“ a skladba „One More Red Nightmare“. Na druhé straně původní gramofonové desky se nachází improvizace „Providence“, která byla nahrána živě na koncertě 30. června 1974 v americkém městě Providence. Její nezkrácená verze se umístěna na koncertním albu The Great Deceiver (1992). Po ní následuje poslední a také nejdelší skladba „Starless“. Původně se jmenovala „Starless and Bible Black“ a napsal ji John Wetton jako titulní skladbu pro předchozí album. Ostatním členům skupiny se ale nezamlouvala, proto byla nahrazena odlišnou instrumentálkou. Nicméně Wettonovu skladbu začali King Crimson hrát na koncertech v první polovině roku 1974 a po úpravách textu i hudby byla zařazena na Red pod zkráceným názvem.
Po nahrání desky začaly rozhovory mezi skupinou a Ianem McDonaldem o jeho návratu do King Crimson, nicméně Robert Fripp kapelu nečekaně 25. září 1974 rozpustil. Samotné Red vyšlo až o dva měsíce později.
Album Red bylo v roce 2001 magazínem Q zařazeno mezi „50 nejtvrdších alb všech dob“. Kurt Cobain jej také označil za desku, která na něj měla výrazný vliv, čímž ovlivnila celý styl grunge.

## Seznam skladeb
| Strana 1 | Strana 1               | Strana 1                    | Strana 1 |
| Pořadí   | Název                  | Autor                       | Délka    |
| -------- | ---------------------- | --------------------------- | -------- |
| 1.       | Red                    | Fripp                       | 6:16     |
| 2.       | Fallen Angel           | Fripp, Palmer-James, Wetton | 6:03     |
| 3.       | One More Red Nightmare | Fripp, Wetton               | 7:10     |

| Strana 2       | Strana 2       | Strana 2                                    | Strana 2 |
| Pořadí         | Název          | Autor                                       | Délka    |
| -------------- | -------------- | ------------------------------------------- | -------- |
| 1.             | Providence     | Bruford, Cross, Fripp, Wetton               | 8:10     |
| 2.             | Starless       | Bruford, Cross, Fripp, Palmer-James, Wetton | 12:16    |
| Celková délka: | Celková délka: | Celková délka:                              | 39:55    |

## Obsazení
- King Crimson
  - Robert Fripp – kytara, mellotron
  - John Wetton – zpěv, baskytara
  - Bill Bruford – bicí, perkuse
  - Richard Palmer-James – texty
- David Cross – housle
- Mel Collins – sopránsaxofon
- Ian McDonald – altsaxofon
- Robin Miller – hoboj
- Mark Charig – kornet